# São Pedro do Suaçuí (ort)
São Pedro do Suaçuí är en ort i Brasilien.   Den ligger i kommunen São Pedro do Suaçuí och delstaten Minas Gerais, i den sydöstra delen av landet, 600 km sydost om huvudstaden Brasília. São Pedro do Suaçuí ligger 511 meter över havet och antalet invånare är 5 570.
Terrängen runt São Pedro do Suaçuí är kuperad åt nordväst, men åt sydost är den platt. São Pedro do Suaçuí ligger nere i en dal. Runt São Pedro do Suaçuí är det glesbefolkat, med 18 invånare per kvadratkilometer.. Närmaste större samhälle är São José do Jacuri, 12,3 km nordväst om São Pedro do Suaçuí.
Omgivningarna runt São Pedro do Suaçuí är huvudsakligen savann.